# Vila Hermína

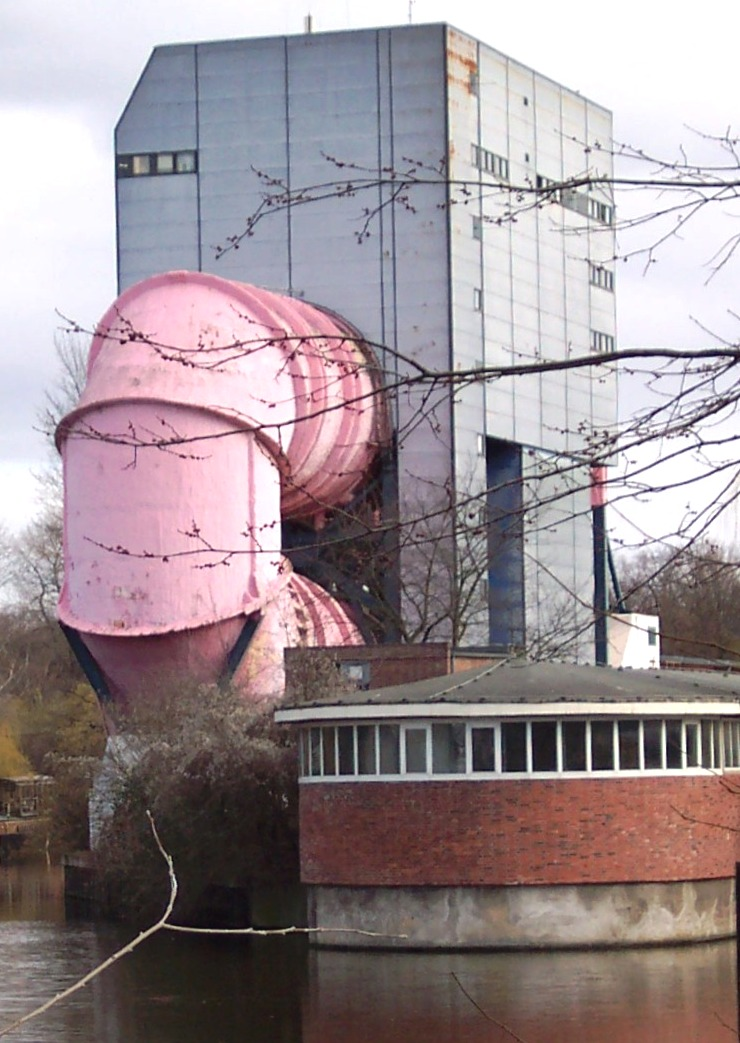
Pohled na „VWS Berlin“

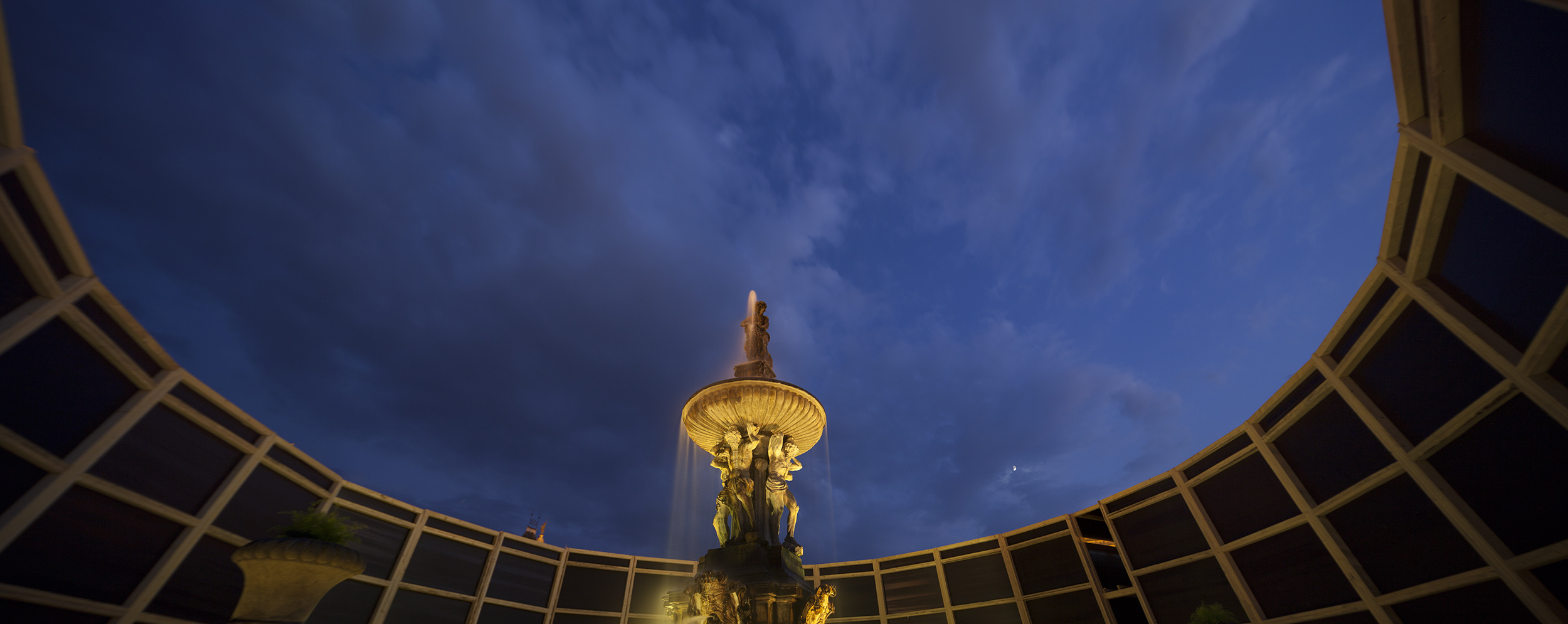
Dílo „Vnímání“ vystavené na náměstí Přemysla Otakara II. v Českých Budějovicích na podzim 2016

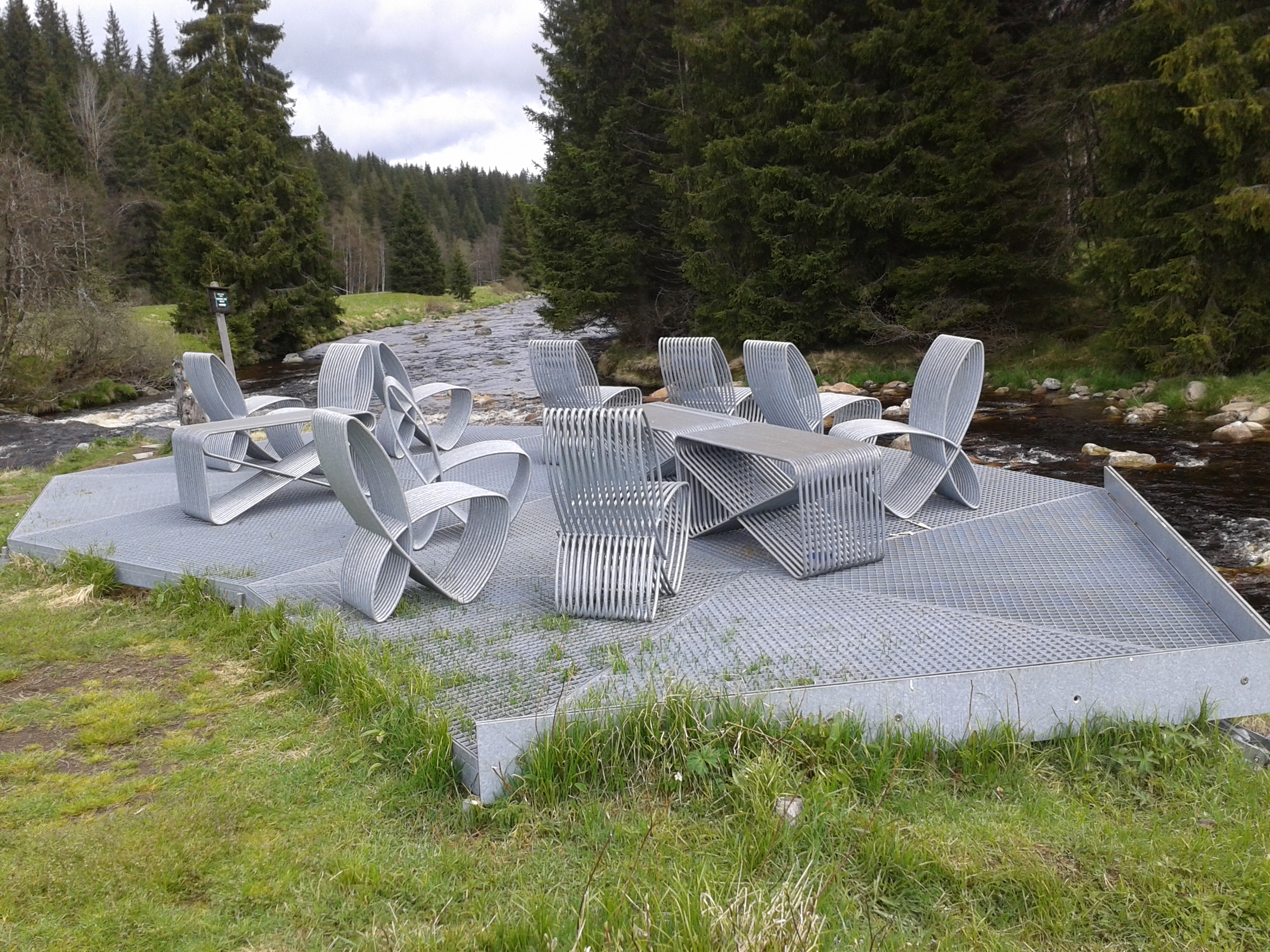
2009–2010: „Pokoj v krajině“, Modrava

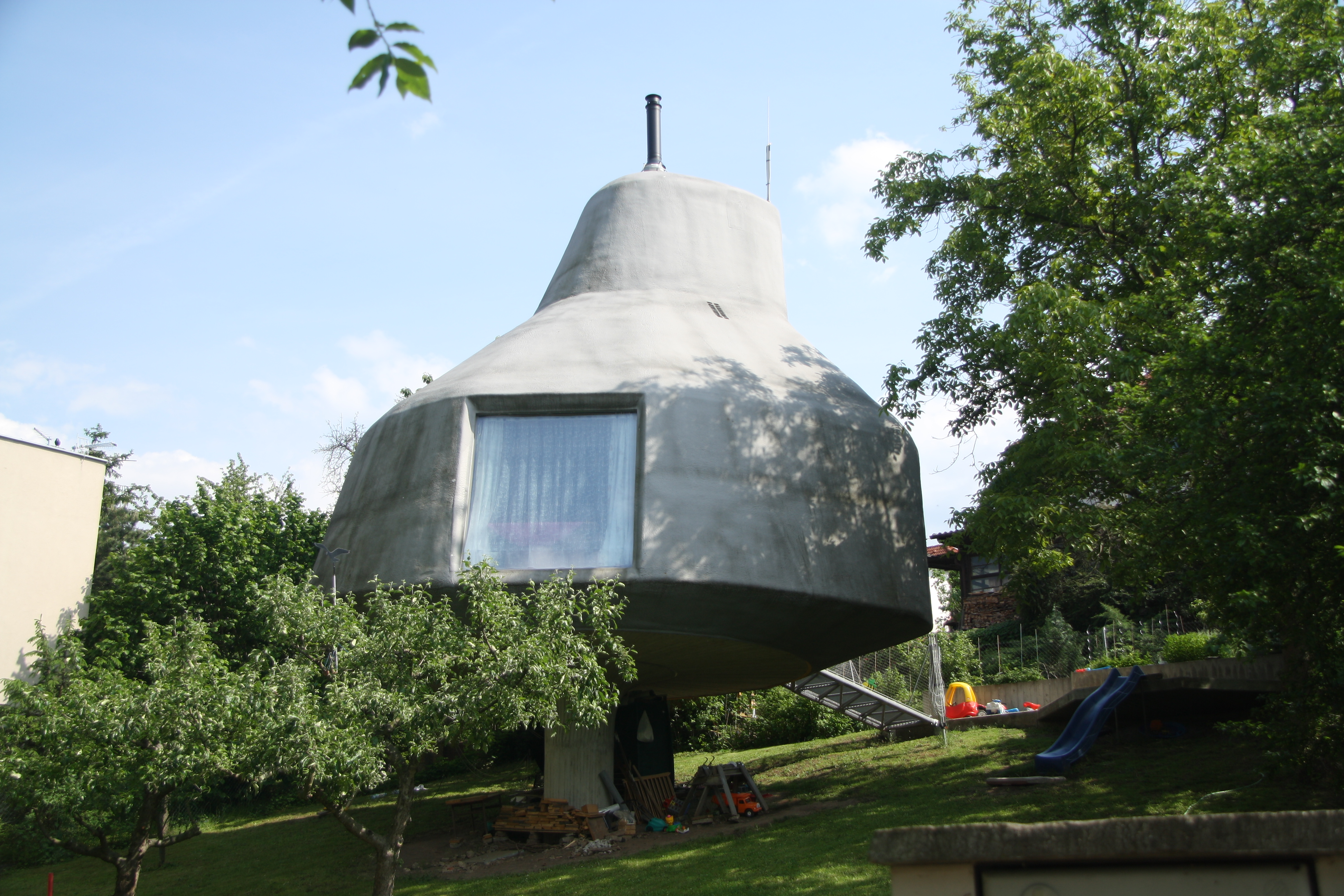
Celkový pohled na vilu v ulici K Rokytce 1686 v Praze–Kyjích; „Dům v sadu“

Vila Hermína je rodinný dům růžové barvy a nezvyklého tvaru nacházející se ve svažitém terénu na okraji vesnice Černín (součást města Zdice) v okrese Beroun. Byl dostavěn v roce 2009 podle návrhu (z roku 2000) dnes (2020) již neexistující architektonické dílny „HŠH architekti“ (Petr Hájek, Tomáš Hradečný, Jan Šépka). Architektonická originalita vnitřního uspořádání vily Hermína spočívá v rozdělení celistvého interiéru do tří výškových úrovní spojených dvěma rovnoběžnými šikmými rampami, které procházejí přes celou délku domu, kopírují spád pozemku, funkčně nahrazují veškerá schodiště a zároveň plní úlohy obývacího prostoru, kinosálu a malé pracovny. Díky tomuto členění bylo možno na pouhých 120 m2 obytné plochy realizovat: jídelnu, kuchyň, obývací pokoj, malý kinosál, prostor pro děti s lůžky a pracovními stolky, ložnici pro majitele domu (rodiče), dvě koupelny a technické zázemí.

## Stručný popis
Ve svých vnitřních prostorách obytný dům „kopíruje“ ze svahu i sklon podlah. Střídání rovné a šikmé podlahové plochy ve vnitřku objektu vtiskuje interiéru vily Hermína určitý „spirálovitý“ charakter a propisuje se i do vnějšího vzhledu celé stavby. Okna a další otvory objektu jsou řešeny tak, že každá vnější stěna fasády (kromě severní, kde je vstup do domu) vily disponuje pouze jediným tímto prvkem. Zateplení rodinného domu a jeho izolace byla realizována polyuretanovým nástřikem s růžovým nátěrem. Odstín růžové byl inspirován barvou, kterou použil německý architekt Ludwig Leo na berlínské stavbě průtokového kanálu „Ústavu vodního stavitelství“.

## Podrobná historie a popis

### Vznik koncepce domu
Vila Hermína je atypická v mnoha ohledech: barvou fasády (růžová), lichoběžníkovitým půdorysem, šikmými rampami obývaných prostor i barvami interiéru (sytě zelená, světle a tmavě šedá). Koncept vily Hermína byl představen v dubnu roku 2000 v galerii Jaroslava Fragnera v rámci výstavy „Prostorový dům“. Vila Hermína zde byla prezentována jako experimentální rodinný dům nového prostorového pojetí (vnitřek domu je pojat jako jediný otevřený prostor), kde více než polovinu objektu tvoří šikmá podlahová plocha. Tato plocha funkčně nahradila schodiště a zastoupila v interiéru domu vícefunkční obývací pokoj.
Celková koncepce objektu vznikala postupně na základě následujících tezí:
- Investoři – psychiatr[6] Michal Čillík (i jeho manželka)[6] jakožto milovníci a sběratelé filmů – chtěli, aby v domě vzniklo malé „soukromé kino“.[4]
- Dalším prvkem, jenž ovlivnil koncept projektu vily byl i svažitý pozemek v místě stavby.[4]
- Prvotní myšlenka jakési „šikmé rampy“ v přízemí domu (vhodná pro malé soukromé kino) byla výslednicí dvou výše uvedených faktů.[4]
- Na ni pak navázalo i „překopírování“ obdobných ramp do dalších obytných míst stavby, jež vedlo ke vzniku jakési „spirály uvnitř domu“.[4][p 5]
- Vila je situována v místě dálkových výhledů do okolní krajiny.[7] Její severní strana se vstupními dveřmi nemá okno,[7] ale ostatní stěny domu disponují vždy po jednom velkém okně (s bezrámovým zasklením), což umožňuje obyvatelům uvnitř vily v kterémkoliv místě interiéru vnímat navíc ještě i venkovní prostor minimálně jedním, ale častěji i dvěma okny najednou.[7]
- Odvážný koncept rozvržení vnitřního prostoru obytného domu byl posílen i „promítací plochou“ vytvořenou velkoplošným oknem s jižním výhledem do otevřené krajiny, který se setkal s kladnou odezvou investora.[4][p 6]

### Prosazení projektu
Cesta k prosazení netradičního projektu vily Hermíny téměř ve volné krajině na okraji české klasické venkovské obce, na pozemku původně sloužícím jako pastvina, trvala několik let. Místně příslušný stavební úřad zprvu otálel se změnou pastviny na stavební parcelu. V územním řízení správa CHKO Křivoklátska se stavbou souhlasila, ale v následném řízení pro stavební povolení vydala negativní stanovisko, které pramenilo jen z interních směrnic CHKO Křivoklátska, mělo nízkou právní váhu a v odvolání k Ministerstvu životního prostředí bylo nakonec dosaženo odsouhlaseni projektu (celé toto právní řízení znamenalo dva roky zdržení). Od první studie a modelu k realizaci tak uplynulo cca osm let, jež byly využity architekty k úpravám prvotního návrhu a diskusím o různých detailech s investorem, který podpořil i „radikálnější a odvážnější“ architektonické pojetí budoucí stavby.

### Fasáda
Původní verze obalení celé stavby měděným plechem byla shledána jako neúměrně nákladná a tak se architekti rozhodli pro dokonale přilnavou rychleschnoucí polyuretanovou pěnu obvykle užívanou k izolaci plochých střech. Volba odstínu růžové byla inspirována faktem, že polyuretanem téže barvy je potažena část obřího potrubí s turbínou pro přívod vody do laboratoře „Ústavu vodního stavitelství“ v Berlíně. Na rozdíl od polyuretanem částečně obaleného berlínského potrubí vedoucího k turbíně je vila Hermína „povlečena“ do několik milimetrů tlusté plastové hmoty kompletně celá (kromě velkých oken, ale včetně dveří, zárubní a pultové střechy) a tato vrstva funguje jednak jako tepelná izolace ale i jako hydroizolace s tenkým ochranným filmem proti ultrafialovému záření. Obytný dům v tomto provedení nemá okapy a tak dešťová voda může volně stékat po fasádě. Nástřik polyuretanem byl proveden na zeď se standardní omítkou a takto ošetřený povrch vily má odolat všem vlivům středoevropského počasí. Nátěr domu musí být obnovován přibližně jednou za 10 let a nutně nemusí mít stávající růžovou barvu.

### Stavební popis
Vila Hermína je klasická zděná cihlová stavba, stropy jsou dřevěné, nosné prvky ramp jsou tvořeny ocelovými traverzami ukotvenými do obvodových stěn stavby. S umístěním klasického nábytku na šikmo (pod úhlem 21°) nakloněné rampy nemohlo být v projektu nikdy uvažováno a proto počítali architekti od počátku se „zavěšeným nábytkem“ (stropy místností jsou vybaveny háky s karabinami), který je v interiéru zastoupen například solitérními sedacími pytli (konkrétně typu „fatboy“) a textilními houpačkami. Této myšlence konceptuálně vyhovuje i mezi rampami napjatá síť, která funkčně nahrazuje „klasické“ zábradlí a zabezpečuje tak osoby na rampách se pohybující proti případnému pádu z výšky.  
Objekt je vybaven velkými bezrámovými hliníkovými okny s pevným zasklením, které byly projektovány jako (ve dne) nezastíněné (bez žaluzií a záclon), aby umožňovaly průhledy jednak do otevřené krajiny a jednak i do okolní venkovské zástavby. Větrání objektu se realizuje otvíratelnými úzkými rámovými okny (překrytými polyuretanovou pěnou), které se nacházejí v obývacím prostoru i v zadní části vily Hermína (za ložnicí investorů – rodičů). Vila Hermína je vytápěna elektricky.
Světle až tmavě šedý povrch interiérových stěn (s keraštukem) kontrastuje s výrazně zelenými podlahami objektu a jeho růžovou fasádou. Šedou barvu má také většina nábytku v interiéru. Šikmé podlahy na rampách jsou povrchově ošetřeny proti skluzu a vibracím měkkým elastomerem „regupol“ (směs gumy a polyuretanu), jenž je svými vlastnostmi podobný tartanu, užívanému na stadionech a ve sportovních halách. Regupol je aplikován na pružné OSB desky (schopné utlumit případný pád) a takto vytvořenou (byť šikmou) podlahu lze udržovat luxováním a mytím. Na stěnách koupelen byl použit voděodolný sanační povrch Sika.
Parcela domu je atypicky oplocena nízkou jemnou sítí tvořenou provázkovým pletivem (průchody tímto symbolickým plotem jsou „na zip“), jenž neruší pohled na dům z dálky a podporuje zároveň architektonickou koncepci bezbariérového kontaktu domu s okolní krajinou (původní pastvinou, na kterou „ideově odkazuje“ i trávově zelená barva užitá v interiéru budovy). Ve svahu nad vilou se ve vstupní partii parcely nachází zděný sklad s parkovacím stáním na střeše. Před ním je místo na venkovní sezení a grilování. Ve svahu zahloubené masivní dřevěné schodiště spojuje parkovací místo a sklad s níže položenou severní stranou vily Hermína, kde je vstup do domu.

### Popis interiéru

#### Jídelna a kuchyň
Vstup do vily Hermína (druhé nadzemní podlaží) je ze severní (ke svahu přivrácené) strany, která jako jediná postrádá okna. Ze vstupní předsíňky se pokračuje na horizontální podlaží domu, kde se nachází nejprve jídelna a dále za ní pak kuchyň. Jídelna a kuchyně byly vyrobeny na zakázku. Účelově zařízená jídelna je tvořena jídelním stolem pro čtyři osoby a čtveřicí židlí (thonetky) z přírodního ohýbaného dřeva, vše v šedé barvě. Stůl je u velkoformátového okna směřujícího do zahrady, pod oknem jsou umístěné topné konvektory překryté mřížkou. Na tuto horizontální plochu vily volně navazují dvě šikmé, „rovnoběžné“, tmavě zelené „rampy“ („vzestupná“ a „sestupná“) jištěné mezi nimi nataženou bezpečnostní sítí, jenž nebrání volným průhledům do celého domu i do okolní krajiny skrze jeho velkoformátová okna.

#### Vzestupná rampa
„Vzestupná“ rampa začíná ve svém nejnižším místě u kuchyně a stoupá vzhůru do následujícího patra (třetí nadzemní podlaží) až k ložnici rodičů – majitelů vily, kde končí. Tato rampa je „hlavním obytným prostorem“ domu a je skloněna tak, že osobám na ní se nacházejícím poskytuje panoramatický výhled (do okolní krajiny) jižním oknem vily. Sezení na šikmé ploše se realizuje buď „zabořením se do“ na rampě položených „fatboyů“ nebo do nad rampou zavěšených plátěných houpaček.

#### Ložnice majitelů
Na samém konci vzestupné rampy (zcela nahoře ve třetím nadzemním podlaží objektu) se přechází do atypické horizontálně orientované ložnice majitelů domu. Ta je tvořena dvojlůžkem spočívajícím v zeleném boxu připomínajícím otevřenou “zásuvku“, dále pak pokračuje volně navazující přilehlou šatnou a uzavřenou koupelnou s toaletou. (Celé toto třetí nadzemní podlaží má z pochopitelných důvodů vodorovnou podlahu.) Visutá manželská postel je umístěna na nosném rámu z ocelových traverz. Spodní plocha tohoto rámu je současně stropem pod ním se nacházející jídelny (ve druhém nadzemním podlaží). Manželské dvojlože je obklopeno knihami, prostor ložnice je nasvícen skrytým osvětlením integrovaným v odkládací ploše lůžka, která se nachází „za hlavami spáčů“.

#### Sestupná rampa
„Sestupná“ rampa začíná ve svém nejvyšším místě na stejné horizontální platformě (druhé nadzemní podlaží) jako jídelna a kuchyň, a to hned u vstupní předsíňky a klesá (o poschodí níže) dolů do „dětského“ prostoru, kde končí. Tato rampa slouží jako hlediště (investorem požadovaného) „domácího kina“ a pojme nejen všechny členy rodiny, ale i jejich přátele. Strop sestupné rampy je tvořen spodní stranou vzestupné rampy a je vybaven soustavou kotvicích úchytů pro „prostorové“ zavěšení adekvátního množství na šedou barvu natřených „diváckých“ sedaček (křesílka Ikea). Promítací plátno kina je umístěno na vnitřní jižní stěně objektu přímo pod panoramatickým oknem (to je o patro výše). Konec sestupné rampy obsahuje architektonickou „třešničku“ ve formě možnosti zvednutí malé části podlahy a vytvoření jakéhosi „zářezu“ se zakomponovanou malou pracovnou. Tato pracovna disponuje několika policemi a vysouvací stolní deskou, která po svém zasunutí vytvoří vodorovnou plochu vhodnou pro položení matrace a využitelnou coby dočasné (rezervní) návštěvnické lůžko.

#### Dětský prostor
Na samém konci sestupné rampy (zcela dole) se přechází do horizontálně orientovaného „dětského prostoru“ (první nadzemní podlaží) tvořeného „kajutou“ se dvěma palandovými lůžky, úložnými policemi, šatními skříněmi, dětskými pracovními stolky a koupelnou dětí. Dětské pracovní stolky jsou přisvětleny tím, že se nacházejí u menšího okna do úzkého anglického dvorku. Toto první nadzemní podlaží je (kromě anglického dvorku) osvětleno ještě oknem v lichoběžníkové stěně domu. Některé prostory tohoto podlaží se již nacházejí pod úrovní terénu a sem architekti umístili technické zázemí vily Hermína.

#### Technické zázemí
Zadní trakt domu (přivrácený ke svahu) hůře zásobený denním světlem byl využit pro umístění sociálního zařízení a pro úložné prostory. Tady v suterénu našly svoje místo prádelna a komora, jež jsou umístěny pod stropem, který tvoří výše zmiňovanou šikmou sestupnou rampu (hlediště kinosálu).

## Nominace na evropské architektonické ceny
V roce 2010 byla realizace této „vily Hermína“ nominována za Českou republiku na evropskou cenu ECOLA 2010 a v témže roce i na evropskou cenu Mies van der Rohe. O dva roky později (2012) byla realizace téhož objektu nominována na evropskou cenu brick´12 Award.

## Vybrané stavební údaje
- Autor (architekt): HŠH architekti (Petr Hájek, Tomáš Hradečný, Jan Šépka)[9][4]
- Spolupráce: Jan Kolář[4]
- Design interiérů: HŠH architekti[4]
- Místo: Černín u Zdic,[4] Česká republika[9]
- Investor: Michal Čillík[4]
- Projekt: rok 2000[9][4]
- Realizace: roky 2008 až 2009[9][4]
- Zhotovitel: stavební firma E&V Plzeň, s.r.o.[4][10][5]
- Nástřik polyuretanové pěny: firma Izostav[5]
- Zastavěná plocha: 59 m2[9][4]
- Obytná plocha: 120 m2[4][5]
- Obestavěný prostor: 530 m3[9]
- Náklady na realizaci: 5,5 milionů Kč[4]

## Technicko–ekonomické poznámky
- Venkovní (nosná) konstrukce domu není z betonu, ale je tvořená zdivem z cihel „Porotherm“ (levnější varianta než beton)[5]
- Polyuretanová pěna nastříkaná na zdivo má tloušťku 12 mm, vytváří současně nejen fasádu, ale i hydro a termo izolaci (náklady na 1 m2 polyuretanové pěny činily v roce 2009 asi 1 500 Kč, což se tehdy rovnalo přibližně ceně běžné fasády).[5]
- Stěrky z keraštuku pokrývající vnitřní stěny interiéru (kromě koupelen, kde byl použit voděodolný, ale poněkud nákladnější sanační materiál „Sika“) si vyžádaly náklady asi 250 Kč/m2[5]
- Hrubá stavba vily Hermína přišla (rok 2009) na 1 milion Kč.[5]
- Velkoplošná okna s hliníkovými rámy si vyžádala (rok 2009) náklady 1 milion Kč.[5]
- Šedé nátěry (např. závěsných křesílek Ikea) a atypické části nábytku realizovala truhlářská firma.[5]